# Екатерининская церковь при Екатерининском институте (Санкт-Петербург)
Це́рковь Свято́й великому́ченицы Екатери́ны при Училище ордена Святой Екатерины — несуществующий ныне домовый православный храм в Санкт-Петербурге. Являлась капитульным храмом ордена Святой Екатерины.

## История

### Первые храмы
До переезда на Фонтанку училище меняло несколько адресов. Первоначально основанное в 1798 году императрицей Марией Фёдоровной училище для девочек из незнатных и небогатых дворянских семей занимало деревянный дом напротив Таврического дворца. Здесь 25 мая (5 июня) 1798 года была освящена домовая церковь.
После переезда училища в дом купца Логинова на углу Загородного проспекта и Чернышёва переулка 31 октября (10 ноября) 1799 года в нём снова был освящён храм.

### Новое здание на Фонтанке
В 1800 году училищу был передан Итальянский дворец на Фонтанке. Здесь 1 (13) июня 1801 года была освящена новая церковь.
В 1804—1807 годах, когда дворец перестраивался А. Бернардацци по проекту Джакомо Кваренги, училище находилось в Смольном монастыре и пользовалось его храмом.
До 1824 года богослужение в церкви отправлял причт Смольного монастыря.
В 1837—1839 годах архитектором П. С. Плавовым был пристроен алтарь, сделаны своды и хоры, после чего, 24 ноября (6 декабря) 1839 года церковь была снова освящена.
В 1895 году храм претерпел реставрационный ремонт. В 1898 году на крыше была возведена звонница по проекту архитектора Ивана Вольфа.

### Капитульный храм
С 1845 года церковь стала капитульным (орденским) храмом ордена Святой Екатерины, над её входом укрепили изображение ордена.

### После 1917 года
Храм был закрыт в 1920 году. Несмотря на то, что находился под охраной государства, был отдан в 1923 году под мебельный склад.
В 1950 году здание было передано Государственной Публичной библиотеке. В 1970-х-1980-х годах в здании был проведён капитальный ремонт. Впоследствии в нём разместились библиотечные фонды и читальные залы, a в храме — зал собраний.

## Архитектура, убранство и устройство церкви
Церковь была помещена Д. Кваренги на втором этаже северного дворового флигеля. В храме были полуциркульные окна.
На двухъярусном ампирном иконостасе находились иконы, полученные из предыдущих храмов. Кроме них были добавлены две новые, написанные Пьетро Скотти.

## Чтимые святыни
В храме особо почитались:
- Копия «Нерукотворного Спаса», висевшего в 1812 года над воротами Малоярославца и сохранившегося целым при вражеских обстрелах
- Две иконы, вышитые в 1800 году шёлком воспитанницей Екатериной Казаковой
- Утварь из золоченого серебра, подаренная императрицей Марией Фёдоровной.

## Традиции
Ежегодно, 1 июня, торжественным богослужением отмечался день основания училища.